# Irena Brzozowska
Irena Brzozowska (ur. 21 lutego?/6 marca 1915 w Petersburgu, zm. 5 sierpnia 1990) – polska lekarka-neonatolog, doktor nauk medycznych.

## Życiorys
Urodziła się w rodzinie Mikołaja Beynara (1882–1962), muzyka, i Heleny z Maliszewskich (1888–1978). Była siostrą Pawła Jasienicy, pisarza, i Janusza Beynara (1907–1954), budowniczego i dyrektora Zakładów Rybackich w Giżycku. 
W 1938 ukończyła studia na Wydziale Lekarskim Uniwersytetu Stefana Batorego w Wilnie. W latach 1938–1940 pracowała w szpitalu powiatowym w Głębokiem, w 1940 została zesłana do Kazachstanu. W 1942 dołączyła do Armii Andersa, z którą przeszła szlak bojowy do Iranu. Od 1944 przebywała w Tanganice, a następnie powróciła do Polski.
W latach 1947–1953 pracowała w szpitalach w Bartoszycach i Olsztynie. Od 1953 była wiceprzewodniczącą Zarządu Głównego Związku Zawodowego Pracowników Służby Zdrowia, od 1954 do 1968 była przewodniczącą Zarządu. W 1953 przeprowadziła się do Warszawy, gdzie pracowała jako adiunkt w Instytucie Matki i Dziecka. 
Autorka 13 książek dotyczących okresu noworodkowego, felietonów i prac na temat zagadnień społecznych.
Zmarła 5 sierpnia 1990, pochowana na cmentarzu Powązkowskim w Warszawie (kwatera 74-4-14).

## Życie prywatne
Była żoną Juliusza Adama Brzozowskiego (1937–1982), lekarza.

## Wybrane publikacje
- Praca pielęgniarek w oddziale noworodków, Państwowy Zakład Wydawnictw Lekarskich, Warszawa 1970.

## Ordery i odznaczenia
- Order Sztandaru Pracy II klasy
- Złoty Krzyż Zasługi (19 lipca 1954)[4]
- Medal 10-lecia Polski Ludowej (13 stycznia 1955)[5]